# Mac mini
A Mac Mini számítógép, amit az Apple fejleszt, gyárt és forgalmaz. Az eszközhöz nem tartozik kijelző, billentyűzet és egér vagy trackpad, ezek beszerzése a felhasználó feladata. A Mac mini a legkisebb tudású asztali számítógép az Apple kínálatában, gyakran – az Apple számítógépek világába való – belépő gépnek nevezik.
Az első Mac minit az Apple 2005. januárjában mutatta be. Az eszközt a cég folyamatosan fejlesztette, az aktuális, elérhető technikai tudással látta el. 2020. novemberében az Apple az Intel processzort elhagyva saját M1 processzorát használva újította meg a Mac minit.
A Mac minit egy időben az Apple szervernek is ajánlotta kis irodák számára.

## A Mac mini története

### Első generáció (2005)

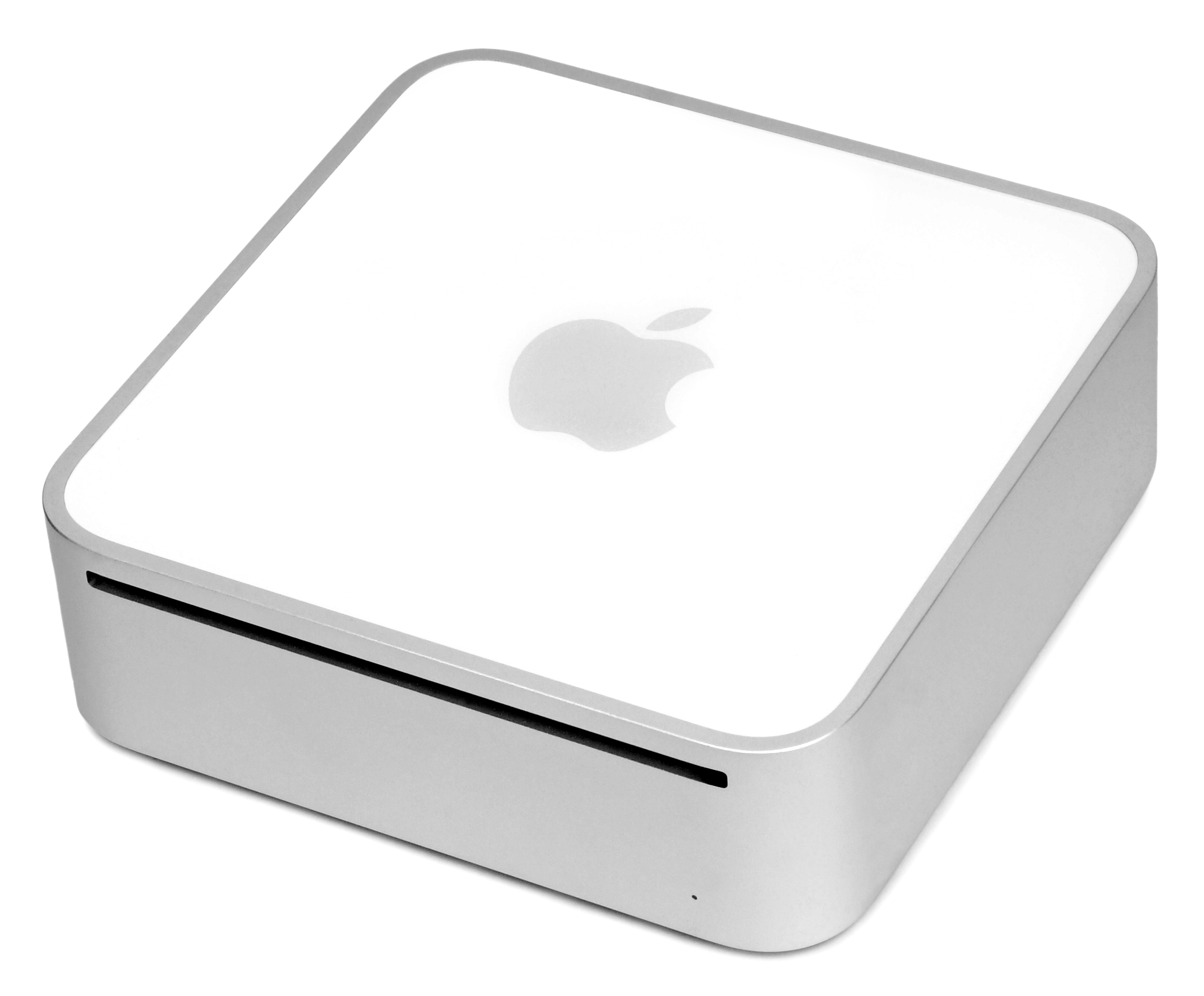
A 2005-ben bemutatott Mac mini.

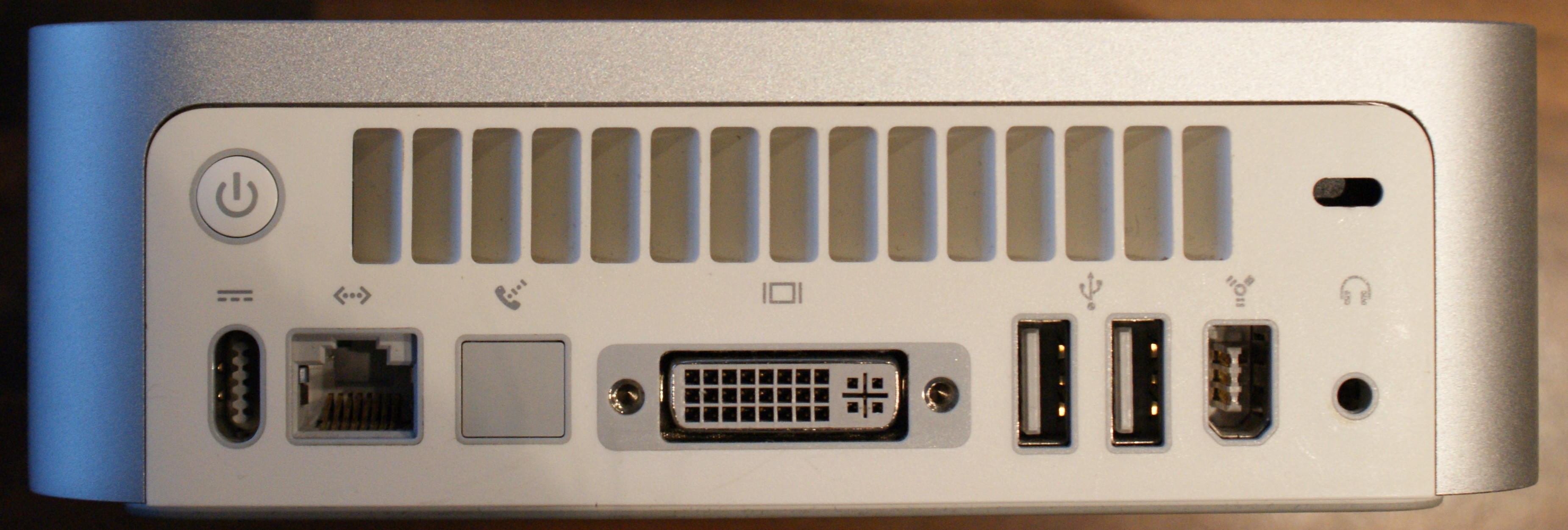
Az első generációs Mac mini csatlakozói balról jobbra: bekapcsoló gomb, Kensington zár (lopás elleni védelem), táp-bemenet, Ethernet, az opcionálisan rendelhető modem csatlakozó helye, DVI-I, két USB 2.0, FireWire 400, és 3.5mm Audio

A 2005-ben bemutatott Mac minit PowerPC G4 processzor hajtotta. Az Apple az iPod sikerességét kívánta kihasználni: az iPod mindent elsöprő sikere kapcsán a használók érdeklődőbbé, nyitottabbá váltak az Apple számítógépei iránt. A Mac minit ezért az Apple billentyűzet, egér és kijelző nélkül kínálta, így a Windowsos gépről váltók megtarthatták saját egerüket, kijelzőjüket, billentyűzetüket, ami a kényelmen túl a váltás költségét csökkentette – az Apple eszközei felismerték és kezelték ezeket a nem Apple-ös eszközöket is. A két alapmodell Mac mini ára nettó 110, illetve 139 ezer forint volt. A Mac mini mérete alig volt nagyobb egy CD-nél, magassága öt centi volt. Ethernetet, két USB (480mb/s) és egy FireWire 400-as csatlakozót kínált, a wifi (802.11b/g) és a Bluetooth (2.0+EDR) külön kártyán volt rendelhető, akár utólag is. Az első Mac minihez 56k V.92 modem kártyát is lehetett kérni felárért. Az év elején bemutatott gépet az Apple nyáron és év végén is frissítette. A Mac mini technikai adatait összefoglaló táblán piros szín jelzi az első generációt.

### Második generáció (2006-2009)
A technikai táblázatban élénk zöld színnel jelzett második generáció az Intel legújabb processzorát kapta, az első Mac mini a Core Duo-t.
A 2006 februárjában bejelentett Mac mini négy USB-portot, optikai audio be- és kimenetet, valamint beépített AirPort Extreme-et (wifi) és Bluetootht kínált. A Mac mini (2006 eleje) két konfigurációban volt elérhető. Az alacsony kategóriás gép egymagos, 1,5 GHz-es Intel Core Solo processzorral, 60GB-os merevlemezzel, 512MB RAM-mal és Combo meghajtóval volt elérhető. A nagyobbik – Apple szóhasználattal: csúcskategóriás – gép kétmagos 1,67 GHz-es Intel Core Duo processzor, 80GB-os merevlemez, 512MB RAM és SuperDrive kínált. Mindkét modell része volt az Apple Remote távvezérlő és Front Row szoftver. A távvezérlővel a Mac minin tárolt fényképek, filmek és zenék voltak lejátszhatók – egyfajta korai AppleTV-nek megfelelően.
A következő években – 2007-ben és 2008-ban – a Mac mini átesett a kötelező fejlesztéseken, a technológia fejlődésének megfelelően egyre jobb, gyorsabb processzorokat kapott, nőtt a háttértár kapacitása.

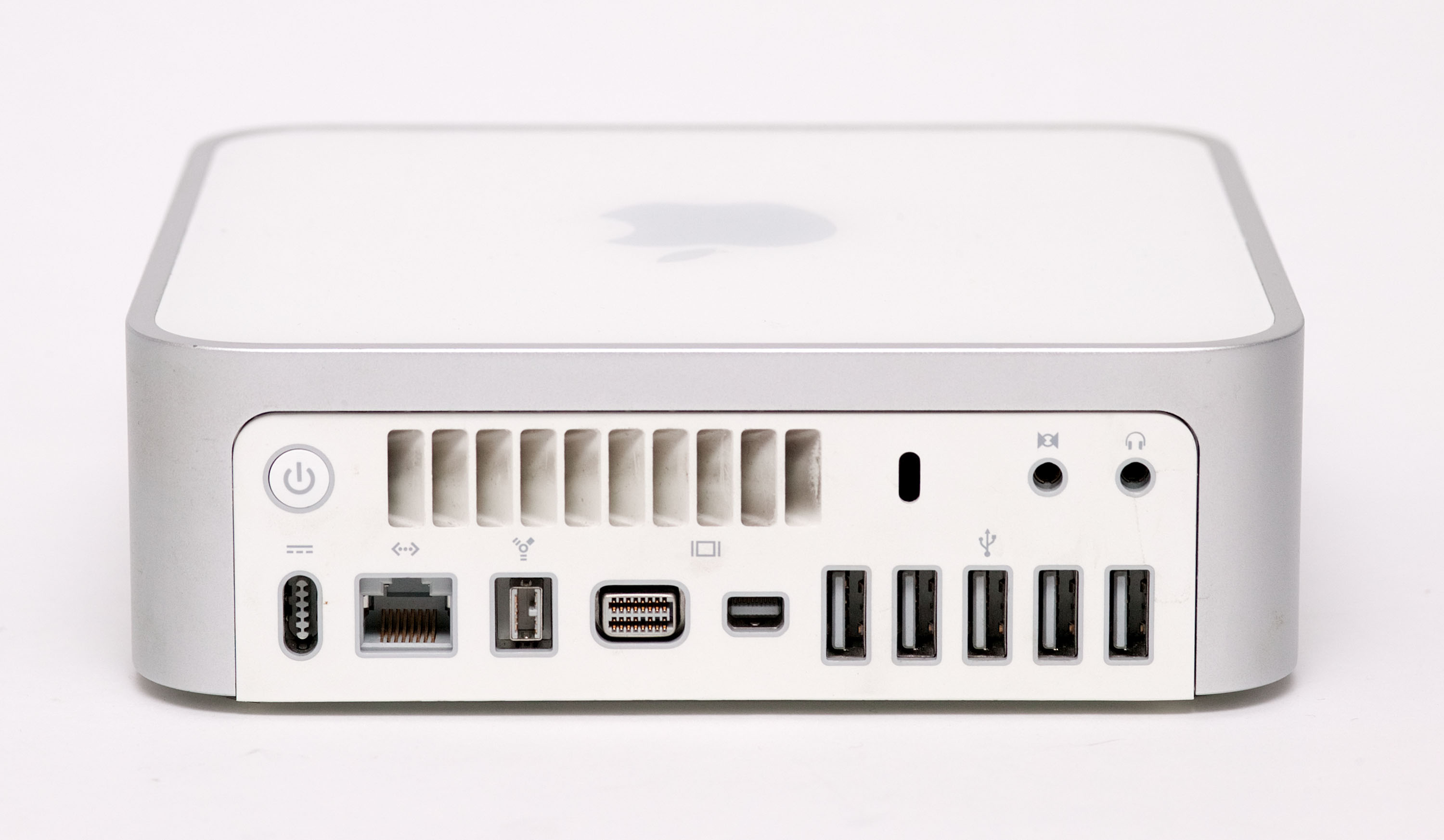
A 2009-es modell csatlakozói. Balról jobbra fent: bekapcsoló gomb, szellőző nyílások, Kensington zár, audio bemenet, audio kimenet, balról jobbra lent: táp, Gigabit Ethernet, FireWire 800, mini DVI, Mini-DisplayPort, öt USB 2.0

2009-ben a Mac mini gyorsabb adat- és memóriabuszokat, jobb grafikus megoldást kapott és ezen a Macintoshon is megjelent a Mini DisplayPort. A Mac mini mini-DVI portot is tartalmazott, így ez az első Mac mini, amely támogatja a két monitoros módot. A Mac mini (2009 eleje) megtartotta a Mac minivel (2006 elején) bevezetett két gépes felállást: a kisebbik modell 1GB RAM-ot, 120GB-os merevlemezt és 128MB VRAM-ot tartalmazott, a nagyobbik modell 2GB RAM-ot, 320GB-os merevlemezt és 256MB VRAM-ot tartalmazott.
2009. októberében bemutatták a Mac mini szerver változatát. A célcsoport a kis irodák voltak, akiknek nem volt szükségük egy Mac Pro méretű és bővíthetőségű eszközre. Az operációs rendszernek, a Mac OS X-nek bemutatása, 1999 óta volt szerver változata. A Mac minire az aktuális Snow Leopard (Hóleopárd, Mac OS X 10.6) verziót kínálta az Apple. Megjelenésre csupán egy apró különbség volt a Mac mini és szerver verziója között, a szerverből eltávolítottak az optikai meghajtót, helyére második merevlemez került raid használathoz. Egyetlen konfigurációban szállították, 2,53 GHz-es processzorral, 4GB RAM-mal és két 500GB-os merevlemezzel.

### Harmadik generáció (2010–2017)
A technikai táblázatban kékes-lilás színnel jelölt harmadik generáció első gépe a 2010 júniusában bemutatott, újratervezett Mac mini (2010 közepe) volt, szélesebb és rövidebb lett, mint az elődje, és ugyanolyan alapterületű volt, mint az Apple TV. Bár a processzor sebessége csak kis mértékben nőtt, a grafikus tudása nagyjából kétszer olyan gyors lett. Ezenkívül a mini-DVI-portot HDMI-portra cserélték (ahogy az Apple TV esetében is), nőtt a merevlemez-kapacitás, és a gép kapott egy SDXC-nyílást. A Mac minit (2010 közepe) egyetlen konfigurációban szállították, 2,4 GHz-es kétmagos processzorral, 2GB RAM-mal és 320GB-os merevlemezzel.
A 2011 júliusában bemutatta az optikai meghajtó nélküli Mac minit. Az Apple kis tiltakozást és nagyobb meglepetést okozva Macintosh gépeiből elhagyta az optikai meghajtót, azt ideje múltnak nevezve. A Mac minit, szokás szerint, kétféle konfigurációban szállították: 2,3 GHz-es kétmagos Intel Core i5, 2GB RAM, 500GB merevlemez, 288MB megosztott VRAM, illetve 2,5 GHz-es kétmagos Intel Core i5, 4GB RAM, 500GB merevlemez, 256MB diszkrét VRAM. E modelltől kezdve felárért elérhető volt a Mac mini SSD háttértárral, ennek tárkapacitása fele, harmada volt a merevlemezes tárkapacitásnak.
2012-től, először a szerver verziókban, vált külön rendelhetővé a Fusion-drive. A Fusion-drive merevlemezből és SSD-ből álló, egybeépített, hibrid drájv volt. A valódi kapacitást a merevlemez adta, a gyorsaságot a kis tároló kapacitású SSD.
Ennek a generációnak az utolsó frissítését az Apple 2014 végén adta ki, a következő frissítésre négy évet kellett várni, ez szokatlanul hosszú idő az Apple esetében.

### Negyedik generáció (2018–2019)
2018. október 30-án az Apple bejelentette a negyedik generációs Mac minit Intel Coffee Lake processzorokkal, Bluetooth 5-tel, négy, a Thunderbolt 3-at támogató, USB-C 3.1 porttal, két USB 3.0 Type-A porttal és HDMI 2.0-val. A PCIe-alapú flash-tároló (SSD) leváltotta a merevlemezt. A legkisebb Mac mini ára az előző modell 519€ nyitó áráról 899€ nőtt, a Mac minit többé nem lehetett belépő, a pécéseket átcsábító Macnek nevezni. Igaz, egy nagyon erős asztali gépet kínált az Apple.

### Ötödik generáció (2020 –2025)

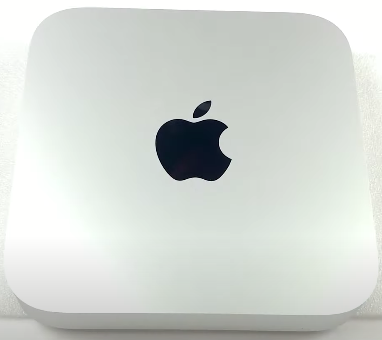
Az ötödik generációs, M1 processzoros Mac mini

Az Apple teljesítmény, melegedés és szállítási problémák miatt szakított az Intellel, és saját fejlesztésű processzorral állt elő, az Apple Silicon M1-gyel. A Macintoshok Intelről M1-re váltásának első hullámában a Mac mini is bekerült. 2020. november 10-én az Apple bejelentette az Apple által tervezett M1 processzorral szerelt frissített Mac minit, amelyet a frissített MacBook Air és a 13 hüvelykes MacBook Pro mellett dobtak piacra, mint az első olyan Mac-eket, amelyek az Apple új egyedi ARM-alapú Apple szilícium processzoraival rendelkeznek. Az Apple szilikon Mac Mini a Wi-Fi 6, USB 4 és 6K kimenetek támogatását is támogatja a Pro Display XDR futtatásához. Külsőleg hasonló a 2018-as Mac Minihez, de visszatér a harmadik generációs (2010–2014) modellekhez hasonló világosabb, ezüstös felületre. A 16GB RAM feletti opciók már nem állnak rendelkezésre. A külső kijelző támogatása szintén egy USB-C/Thunderbolt-on keresztüli kijelzőre csökkent, bár a HDMI-n keresztül egy második kijelző is támogatott. A Mac mini frissítésére 2023 elején került sor, a gépek M2 és M2 Pro processzorokkal érkeztek. Az M2 modell 8 CPU- és 10 GPU-magot, míg az M2 Pro akár 12 CPU- és 19 GPU-magot kínál, miközben támogatták a 6K-s kijelzőt Thunderbolt 4-en és egy 4K-s kijelzőt HDMI-n keresztül.
A következő frissítésre 2024 végén}} került sor, amikor bemutatták a Mac mini M4-es változatát. Az M4 10 CPU- és 12 GPU-magot jelentett. A gép Thunderbolt 4-en keresztül akár egy 8K-s kijelzőt, és HDMI 2.1-en}} keresztül egy második, 120 Hz frissítésű 4K-s kijelzőt volt képes meghajtani.

## Mac mini technikai adatainak összehasonlító táblázata
A táblázatban az alapkonfigurációk értékei szerepelnek, az adatok forrása a MacTracker.

| Model       | Megjelenés    | Processzor       | Processzor sebesség (GHz) | Processzor mag szám | Memória (GB) | Grafikus támogatás ill. GPU mag szám | Grafikus memória (MB) | HDD    | SSD   | ComboDrive | SuperDrive | 10/100 | Gigabit | Wifi                 | Bluetooth, E jelzés: +EDR | USB port        | FireWire | Súly | Méret (mm) |
| ----------- | ------------- | ---------------- | ------------------------- | ------------------- | ------------ | ------------------------------------ | --------------------- | ------ | ----- | ---------- | ---------- | ------ | ------- | -------------------- | ------------------------- | --------------- | -------- | ---- | ---------- |
| 2005 eleje  | 2005. 01. 11. | PowerPC G4       | 1,25                      | 1                   | 1/4          | ATI Radeon 9200                      | 32                    | 40     |       | x          |            | x      |         |                      |                           | 2x2.0           | 400      | 1,3  | 51x170x170 |
| 2005 közepe | 2005. 07. 26. | PowerPC G4       | 1,25                      | 1                   | 1/2          | ATI Radeon 9200                      | 32                    | 40     |       | x          | x          | x      |         |                      |                           | 2x2.0           | 400      | 1,3  | 51x170x170 |
| 2005 közepe | 2005. 09. 27. | PowerPC G4       | 1,33                      | 1                   | 1/2          | ATI Radeon 9200                      | 32                    | 40     |       | x          | x          | x      |         |                      |                           | 2x2.0           | 400      | 1,3  | 51x170x170 |
| 2005 közepe | 2006. 02. 28. | Intel Core       | 1,50                      | 2                   | 1/2          | Intel GMA 950                        | 64                    | 60     |       | x          | x          |        | x       | 802.11b/g            | 2.0E                      | 4x2.0           | 400      | 1,3  | 51x170x170 |
| 2006 vége   | 2006. 09. 06. | Intel Core       | 1,66                      | 2                   | 1/2          | Intel GMA 950                        | 64                    | 60     |       |            |            |        | x       | 802.11b/g            | 2.0E                      | 4x2.0           | 400      | 1,3  | 51x170x170 |
| 2007 közepe | 2007. 08. 07. | Intel Core 2 Duo | 1,83                      | 2                   | 1            | Intel GMA 950                        | 64                    | 80     |       |            |            |        | x       | 802.11b/g            | 2.0E                      | 4x2.0           | 400      | 1,3  | 51x170x170 |
| 2009 eleje  | 2009. 03. 03. | Intel Core 2 Duo | 2,00                      | 2                   | 1            | Nvidia GeForce 9400M                 | 128                   | 120    |       |            | x          |        | x       | 802.11a/b/g/ draft-n | 2.1E                      | 5x2.0           | 800      | 1,3  | 51x170x170 |
| 2009 vége   | 2009. 10. 20. | Intel Core 2 Duo | 2,26                      | 2                   | 2            | Nvidia GeForce 9400M                 | 256                   | 120    |       |            | x          |        | x       | 802.11a/b/g/n        | 2.1E                      | 5x2.0           | 800      | 1,3  | 51x170x170 |
| 2010 közepe | 2010. 06. 15. | Intel Core 2 Duo | 2,40                      | 2                   | 2            | Nvidia GeForce 320M                  | 256                   | 320    |       |            | x          |        | x       | Wi-Fi 4 2×2 chipset  | 2.1E                      | 4x2.0           | 800      | 1,4  | 36x196x196 |
| 2010 közepe | 2010. 06. 15. | Intel Core 2 Duo | 2,66                      | 2                   | 4            | Nvidia GeForce 320M                  | 256                   | 2x500  |       |            |            |        | x       | Wi-Fi 4 2×2 chipset  | 2.1E                      | 4x2.0           | 800      | 1,3  | 36x196x196 |
| 2011 közepe | 2011. 07. 20. | Intel Core i5    | 2,30                      | 2                   | 2            | Intel HD Graphics 3000               | 288                   | 500    |       |            |            |        | x       | Wi-Fi 4 3×3 chipset  | 4                         | 4x2.0           |          | 1,2  | 36x196x196 |
| 2011 közepe | 2011. 07. 20. | Intel Core i5    | 2,50                      | 2                   | 4            | AMD Radeon HD 6630M                  | 256                   | 500    | 256   |            |            |        | x       | Wi-Fi 4 3×3 chipset  | 4                         | 4x2.0           |          | 1,2  | 36x196x196 |
| 2011 közepe | 2011. 07. 20. | Intel Core i7    | 2,00                      | 4                   | 4            | Intel HD Graphics 3000               | 284                   | 2x500  | 2x256 |            |            |        | x       | Wi-Fi 4 3×3 chipset  | 4                         | 4x2.0           |          | 1,4  | 36x196x196 |
| 2012 vége   | 2012. 10. 23. | Intel Core i7    | 2,50                      | 2                   | 4            | Intel HD Graphics 4000               |                       | 500    | 256   |            |            |        | x       | Wi-Fi 4 3×3 chipset  | 4                         | 4x2.0           |          | 1,2  | 36x196x196 |
| 2012 vége   | 2012. 10. 23. | Intel Core i7    | 2,30                      | 4                   | 4            | Intel HD Graphics 4000               |                       | 1024   | 256   |            |            |        | x       | Wi-Fi 4 3×3 chipset  | 4                         | 4x2.0           |          | 1,2  | 36x196x196 |
| 2012 vége   | 2012. 10. 23. | Intel Core i7    | 2,30                      | 4                   | 4            | Intel HD Graphics 4000               |                       | 2x1024 | 2x256 |            |            |        | x       | Wi-Fi 4 3×3 chipset  | 4                         | 4x2.0           |          | 1,3  | 36x196x196 |
| 2014 vége   | 2014. 10. 16. | Intel Core i5    | 1,40                      | 2                   | 4            | Intel HD Graphics 5000               |                       | 500    | 256   |            |            |        | x       | Wi-Fi 5 3×3 chipset  | 3.1                       | 4x2.0           |          | 1,2  | 36x196x196 |
| 2014 vége   | 2014. 10. 16. | Intel Core i5    | 2,60                      | 2                   | 8            | Intel Iris Graphics 5100             |                       | 1024   | 256   |            |            |        | x       | Wi-Fi 5 3×3 chipset  | 3.1                       | 4x2.0           |          | 1,2  | 36x196x196 |
| 2014 vége   | 2014. 10. 16. | Intel Core i5    | 2,80                      | 2                   | 8            | Intel Iris Graphics 5100             |                       | 1024   | 256   |            |            |        | x       | Wi-Fi 5 3×3 chipset  | 3.1                       | 4x2.0           |          | 1,2  | 36x196x196 |
| 2018        | 2018. 11. 07. | Intel Core i3    | 3,60                      | 4                   | 8            | Intel UHD Graphics 630               |                       |        | 128   |            |            |        | x       | Wi-Fi 5 3×3 chipset  | 5                         | 4x2.0           |          | 1,3  | 36x197x197 |
| 2018        | 2018. 11. 07. | Intel Core i5    | 3,00                      | 4                   | 8            | Intel UHD Graphics 630               |                       |        | 256   |            |            |        | x       | Wi-Fi 5 3×3 chipset  | 5                         | 4x2.0           |          | 1,3  | 36x197x197 |
| 2020        | 2020. 11. 01. | Apple M1         | 3,20                      | 8                   | 8            | Apple GPU                            |                       |        | 256   |            |            |        | x       | Wi-Fi 6 2×2 chipset  | 5                         | 2x3.1           |          | 1,2  | 36x197x197 |
| 2020        | 2020. 11. 01. | Apple M1         | 3,20                      | 8                   | 8            | Apple GPU                            |                       |        | 512   |            |            |        | x       | Wi-Fi 6 2×2 chipset  | 5                         | 2x3.1           |          | 1,2  | 36x197x197 |
| 2023        | 2023. 01. 17. | M2               | 3,50                      | 8                   | 8            | GPU: 10 mag                          |                       |        | 256   |            |            |        | x       | 802.11ax Wi-Fi 6E    | 5,3                       | 2xUSB-A 2xUSB-C |          | 1,2  | 36x197x197 |
| 2023        | 2023. 01. 17. | M2 Pro           | 3,50                      | 12                  | 8            | GPU: 19 mag                          |                       |        | 256   |            |            |        | x       | 802.11ax Wi-Fi 6E    | 5,3                       | 2xUSB-A 4xUSB-C |          | 1,2  | 36x197x197 |
| 2024        | 2024. 10. 01. | M4               | 4,40                      | 12                  | 8            | GPU: 19 mag                          |                       |        | 256   |            |            |        | x       | 802.11ax Wi-Fi 6E    | 5,3                       | 2xUSB-A 2xUSB-C |          | 0,7  | 50x127x127 |
| 2024        | 2024. 10. 01. | M2 Pro           | 4,40                      | 12                  | 8            | GPU: 19 mag                          |                       |        | 256   |            |            |        | x       | 802.11ax Wi-Fi 6E    | 5,3                       | 2xUSB-A 2xUSB-C |          | 0,7  | 50x127x127 |

## Mac mini számítógépek az időben
| A Macintosh számítógépek idővonalon |
| --- |
| A grafikon adatai utoljára 2024. december 10-én frissültek. A szín sötétebb változata az egymást követő gépek megkülönböztetését szolgálja. A színek kezdete a bemutató időpontja, a forgalmazás több esetben is hónapokkal később kezdődött. Megeshet, hogy egy csík végét kitakarja egy másik csík eleje. Előfordul, hogy a gyártás befejezését követően még egy ideig forgalomban marad a Mac adott verziója. A piros vonalak a processzor váltást jelzik. Az idővonal nem tartalmazza az összes Macintosh számítógépet és nem mutatja az összes verziót. Az adatok forrása a MacTracker alkalmazás. |